# Шлоссер, Иоганн Альберт
Иоганн Альберт Шлоссер (нидерл. Johann Albert Schlosser; ум. 1769) — нидерландский натуралист, владелец известной кунсткамеры (описание которой после смерти Шлоссера составил Питер Боддерт).
Доктор медицины, член лондонского Королевского общества; в издании общества, журнале «The Philosophical Transactions of the Royal Society», опубликовал статьи, описывающие редкие виды животных: «An Account of a Curious, Fleshy, Coral-Like Substance» (Phil. Trans., Volume 49, pp. 449—452) и «An Account of a Fish from Batavia, Called Jaculator» (Phil. Trans., Volume 54, pp. 89-91); к первой из статей, посвящённой кораллам, последовал комментарий Джона Эллиса, а ко второй, посвящённой рыбе-брызгуну, — ответное письмо Петра Палласа, от которого и отсчитывается определение вида Toxotes jaculatrix (Pallas 1767). Также напечатал в том же журнале медицинскую статью «Tentamen Chemicum de Calcis Vivae Actione in Salem Volatilem Alcalinum» (Phil. Trans., Volume 49, pp. 222—237). Переписывался с Карлом Линнеем.
Выпустил отдельным изданием под названием «Послание учёнейшему мужу Фердинанду Дежану о ящерице амбонской…» (лат. Epistola ad virum expertissimum, peritissimumque Ferdinandum Dejean, De lacerta Amboinensi, novae plane hujus speciei, pulcherrime et hucusque fere incognitae, accuratam descriptionem ac fidelem a peritis artificibus elaboratam delineationem aeri incisam, sistens; Амстердам, 1768, с гравюрой Симона Фокке) подробное описание редкой ящерицы, доставленной ему с острова Амбон городским врачом Батавии Ф. Дежаном.
В переписке Джона Эллиса и Александра Гардена содержатся упоминания об их желании назвать именем Шлоссера вид растений, однако это не было сделано (вид Schlosseria heterophylla, соответствующий виду Holandrea carvifolia в современной номенклатуре, был наименован в 1857 г. в честь другого учёного — Йосипа Шлоссера).